# Vijapur
Vijapur é uma cidade e um município no distrito de Mahesana, no estado indiano de Gujarat.

## Geografia
Vijapur está localizada a 23° 34′ N, 72° 45′ L. Tem uma altitude média de 116 metros (380 pés).

## Demografia
Segundo o censo de 2001, Vijapur tinha uma população de 24 805 habitantes. Os indivíduos do sexo masculino constituem 52% da população e os do sexo feminino 48%. Vijapur tem uma taxa de literacia de 68%, superior à média nacional de 59,5%: a literacia no sexo masculino é de 75% e no sexo feminino é de 60%. Em Vijapur, 12% da população está abaixo dos 6 anos de idade.